# ジャン2世・ド・ブリエンヌ
ジャン2世・ド・ブリエンヌ（Jean II de Brienne, 1250年ごろ - 1294年6月12日）は、ウー伯アルフォンス・ド・ブリエンヌとマリー・デクソダン（リュジニャン）の息子。母マリーはウー伯領の相続人であり、ジャン2世は1260年に母よりウー伯位を継承した（ウー伯年代記およびウーの教会の死者名簿には、アルフォンスについて「アルフォンス卿」あるいは「エルサレム王の息子アルフォンス」とされており、「伯爵」の称号が付されていないことから1260年のマリーの死により伯位が息子に継承されたとみられている）。ジャン1世ともいわれる。
ジャン2世はサン＝ポル伯ギー3世の娘ベアトリスと結婚し、以下の子女をもうけた。
- ジャン3世（1302年没） - ウー伯[2]
- ジャンヌ（1325年3月12日以降没） - テュレンヌ子爵レーモン6世（1304年没）と結婚、1314年8月4日以前にピキニー領主ルノー（1315年没）と結婚
- マオー（1328年以降没） - アルフォンソ・デ・ラ・セルダと結婚[2]

ジャン2世は1294年にクレルモン＝アン＝ボーヴェジーで死去した。